# كفر حمرة
كفر حمرة قرية في منطقة جبل سمعان في محافظة حلب في سوريا. تقع في الأطراف الشمالية الغربية لمدينة حلب. توجد فيها الكثير من معامل النسيج. جاء الاسم من اللون الأحمر للأرض هناك. في تعداد عام 2004 كان عدد سكان كفرحمرة 10.696 نسمة. 
العديد من العائلات الغنية لها مساكن البلدة. بها بنايات  فاخرة على الطراز المعماري الروماني. يشتغل العديد من السكان في مجال العقارات. كما تنشط في البلدة العديد من الشركات والصناعات النسيجية.